# سولن ریگو
سولن ریگو (فرانسوی: Solène Rigot‎؛ زادهٔ ۱۹۹۲ در روزنی سو بوآ، پاریس - ) بازیگر و موسیقی‌دان فرانسوی است. شهرت او بیشتر به‌خاطر بازی در نقش اصلی در فیلم بلژیکی عشق توله سگی است. اولین نقش مهم او در ۱۷ دختر بود. بازی او در فیلم فرانسوی بعد از نبرد مورد ستایش قرار گرفت. ریگو در فیلم‌های زانادو و یتیم بازی کرده است.
او در موزیک ویدیو تمام شب  بک هانسن بازی کرد. او همچنین یکی از اعضای گروه موسیقی فرانسوی معروف به «آقای کراک» است.